# هنر ساسانیان

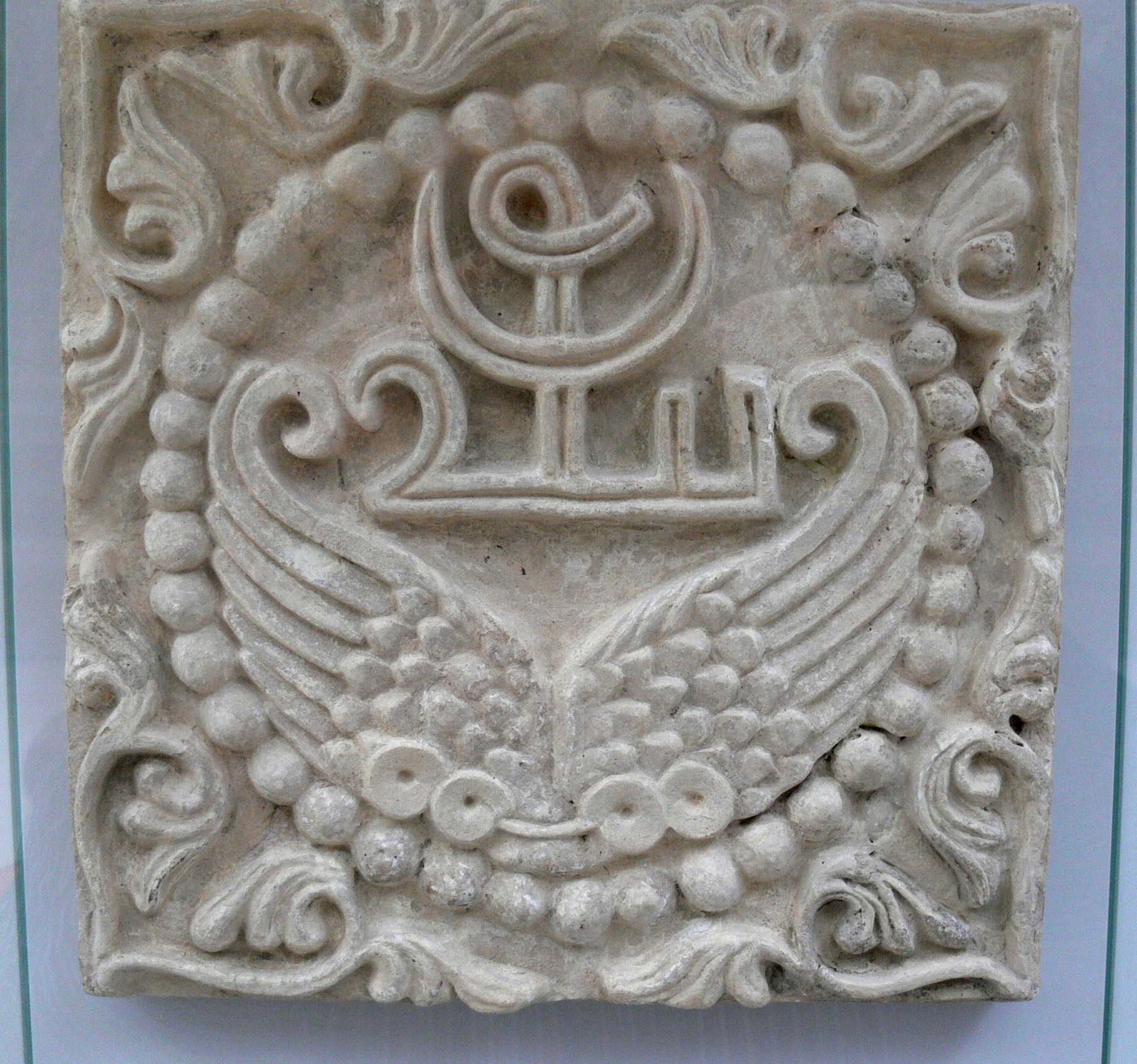
گچبری ساسانی ، ٱم الزعتر ، نشان نوشته شده به خط پهلوی ، در وسط دو بال ، واژه افزون آورده شده که نمادی از فَرْرَهْ است که در جمع معنی نشان، آرزوی فرر افزون می‌باشد. نشان دانشگاه تهران از این گچبری تأثیر گرفته‌است.

هنر ساسانیان گونه ای  از هنر ایرانی است که در زمان حکومت ساسانیان رواج یافت. نمونه‌ای از هنرهای ساسانیان را می‌توان در شهرهای کازرون و فیروزآباد مشاهده کرد. هنر در زمان ساسانی به شدت توسعه یافت و یکی از بزرگترین آثار هنری ایران از این دوران به جا مانده‌است.

## آثار
از جمله دستاوردهای قابل توجه هنر ساسانی در درجه اول در استان فارس قابل مشاهده است. استان فارس مهد شاهنشاهی ساسانی است و بسیاری از آثار و هنرهای این دوره در این استان قرار دارد. از جمله آثار باستانی شهرستان فیروزآباد که کاخ اردشیر بابکان را در خود جای داده‌است. از دیگر آثار هنری بسیار مهم دوره ساسانیان می‌توان به نقش برجسته‌های نقش رستم اشاره کرد که در آن نبرد ادسا و شکست روم از ایران و همچنین اهورامزدا نشان داده شده است.

## نگارخانه

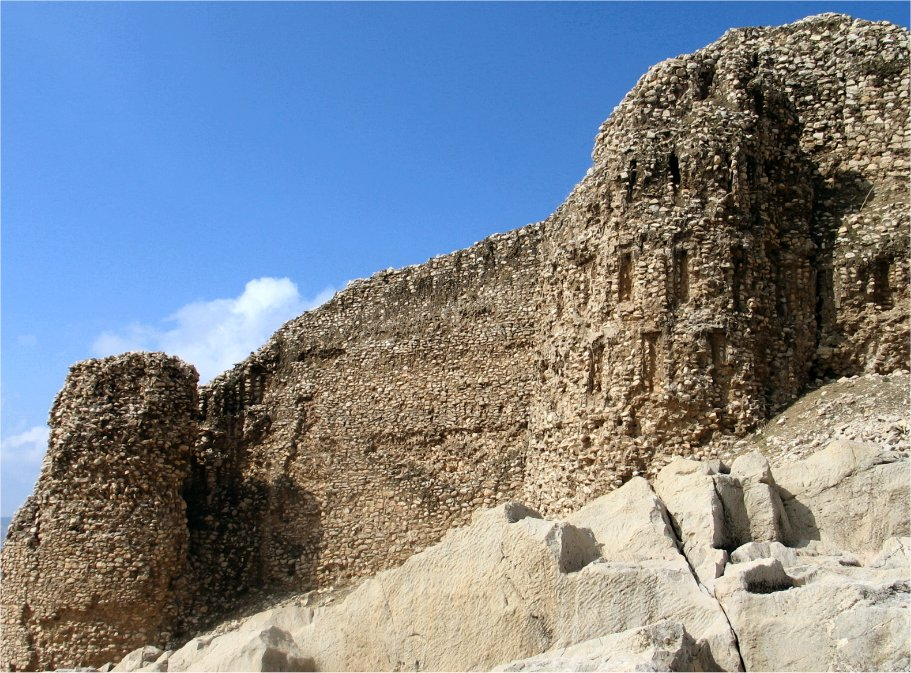
قلعه دختر
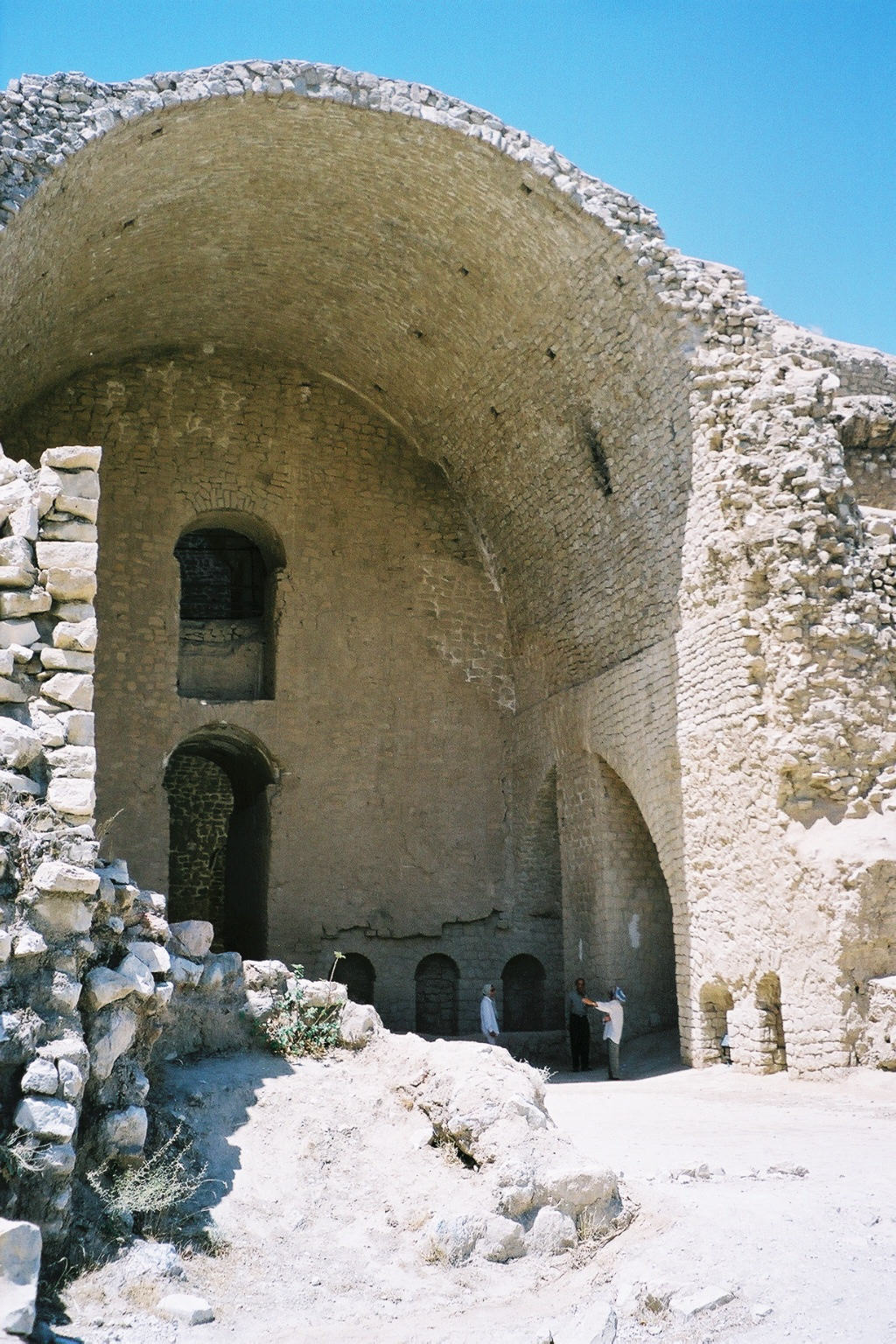
کاخ اردشیر بابکان
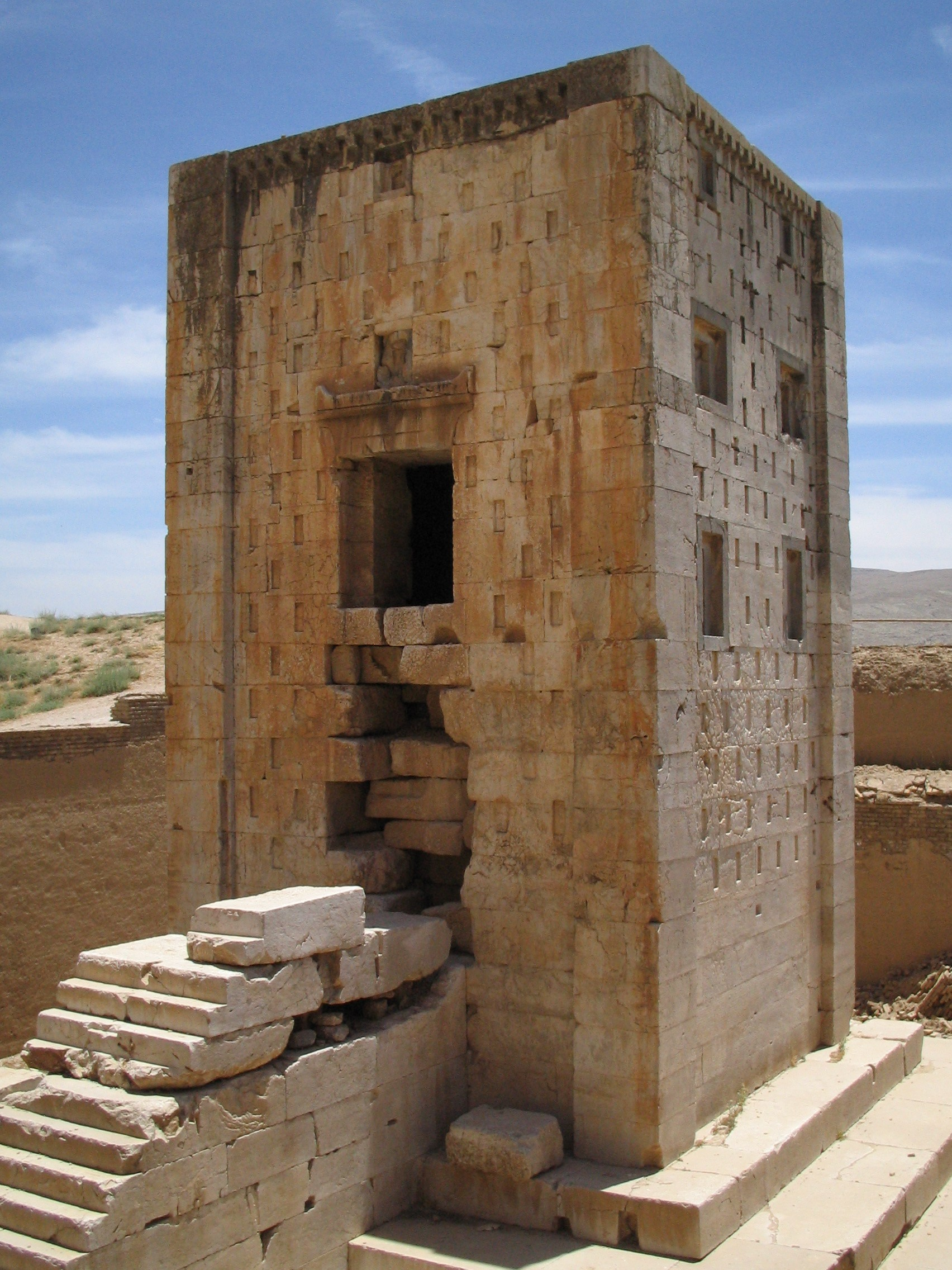
کعبه زرتشت
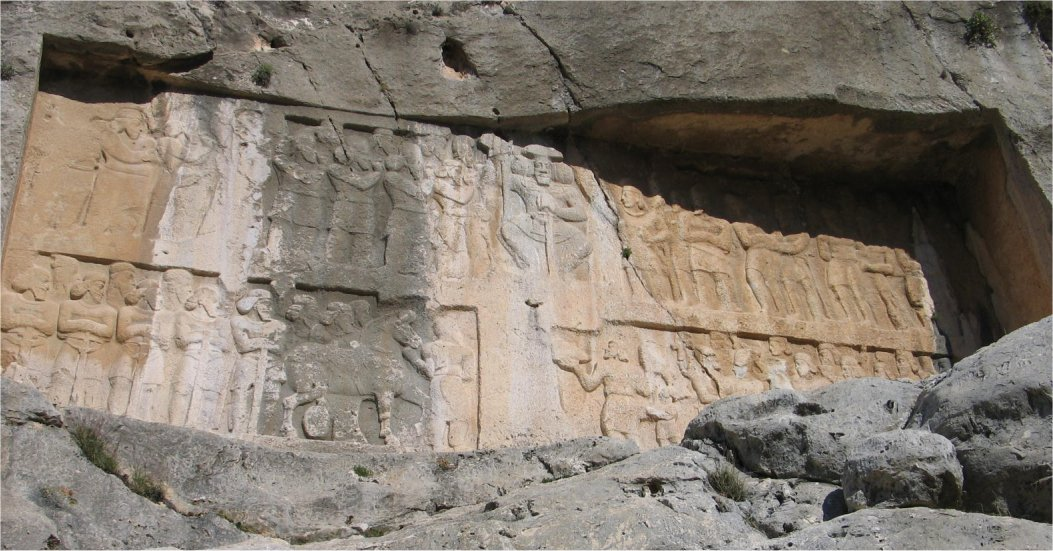
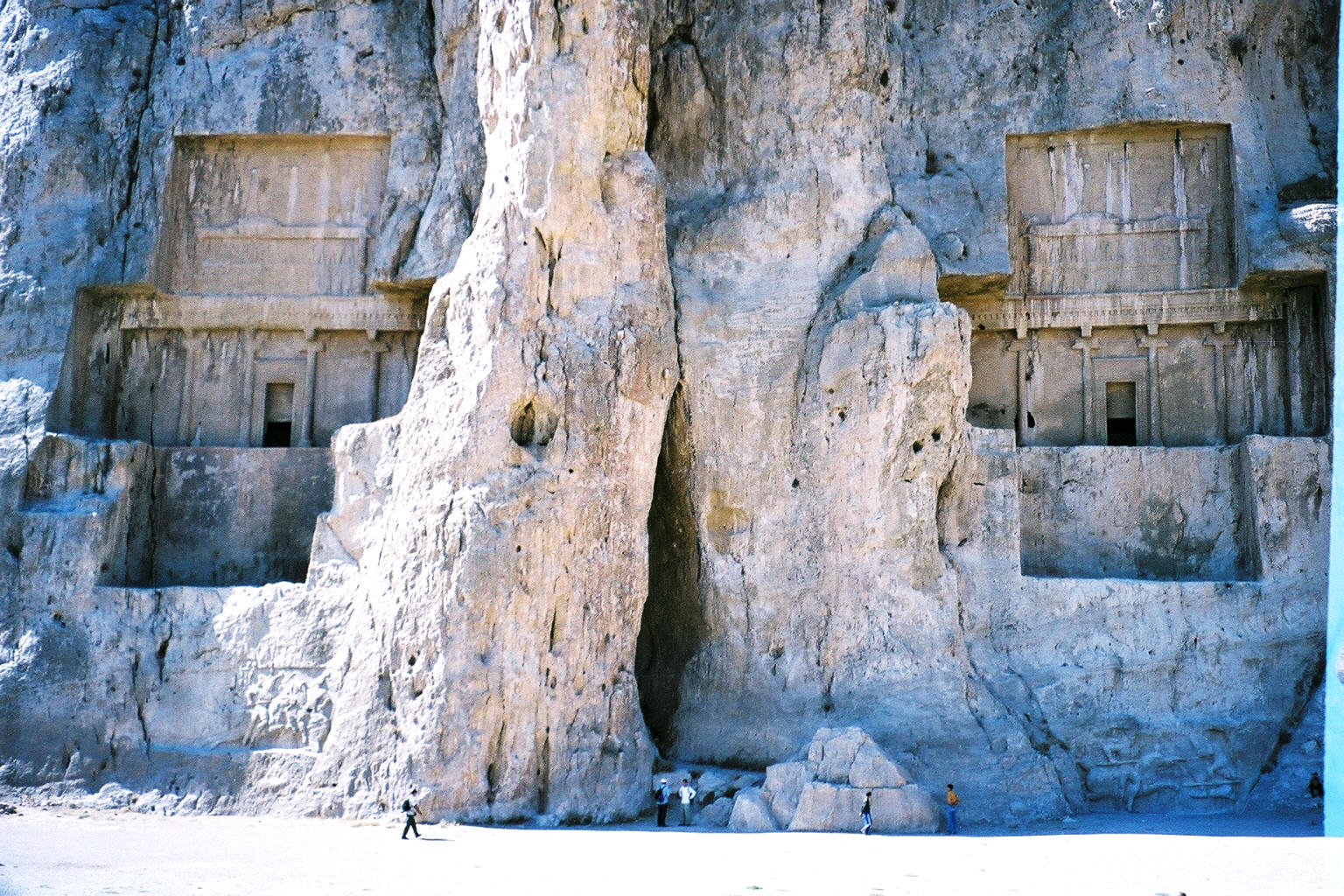
نقش رستم
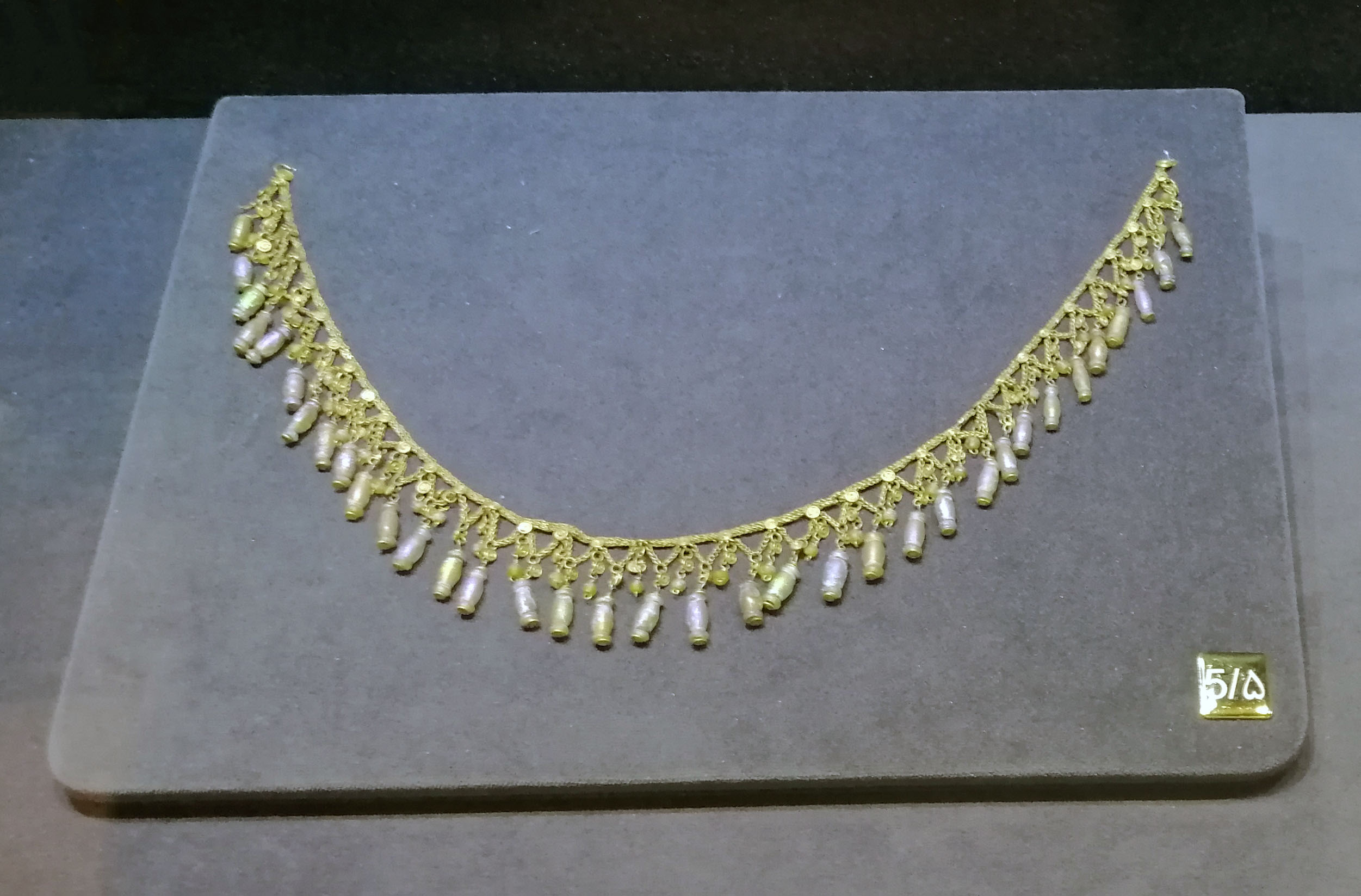
گردنبندی ساخته شده در دوره ساسانی در موزه دفینه
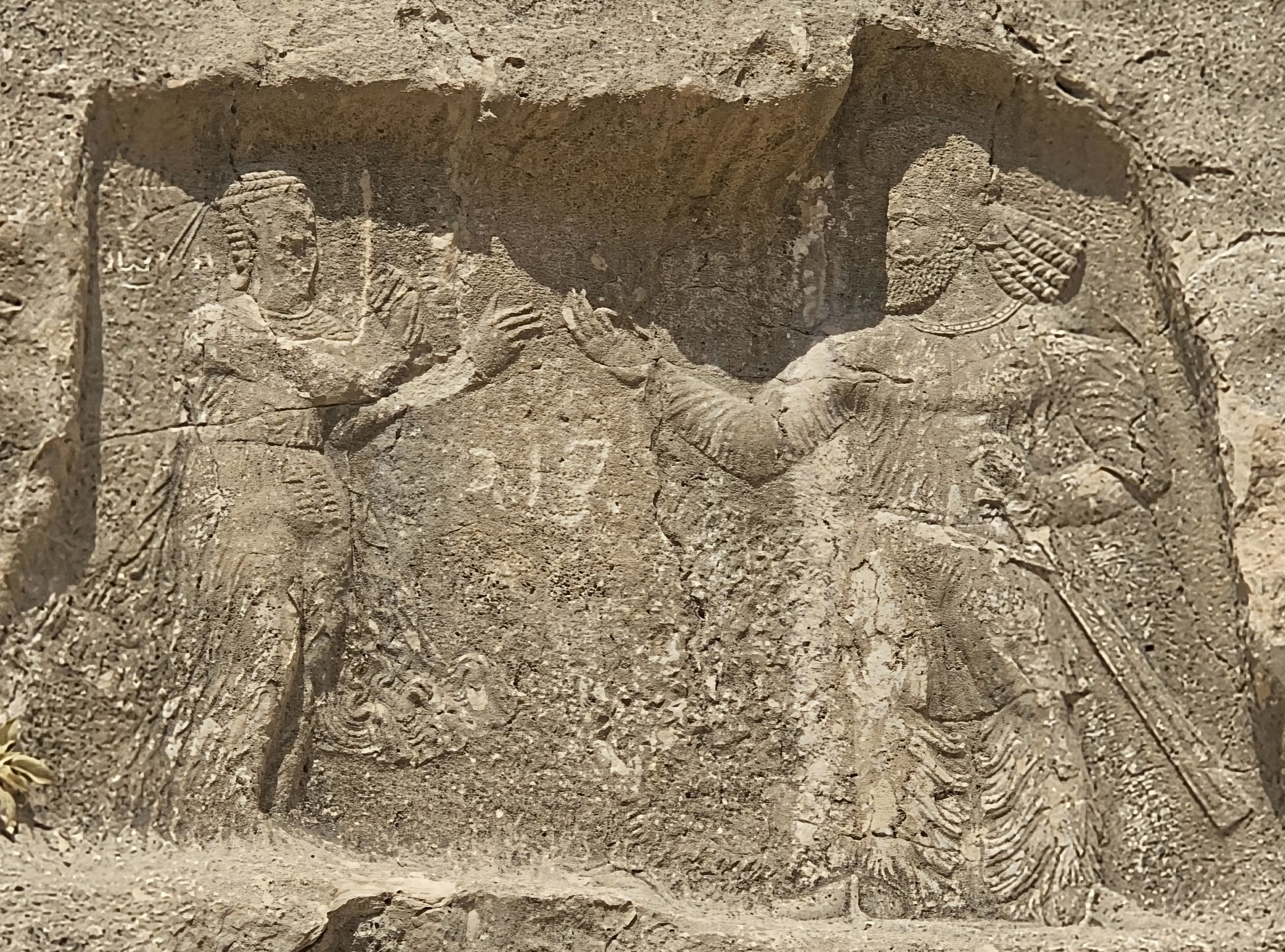
سنگ‌نگاره‌های بَرْمْ دِلَک (نقش برجسته بهرام دوم در حال اهدای نیلوفر به همسرش شاپوردختک)
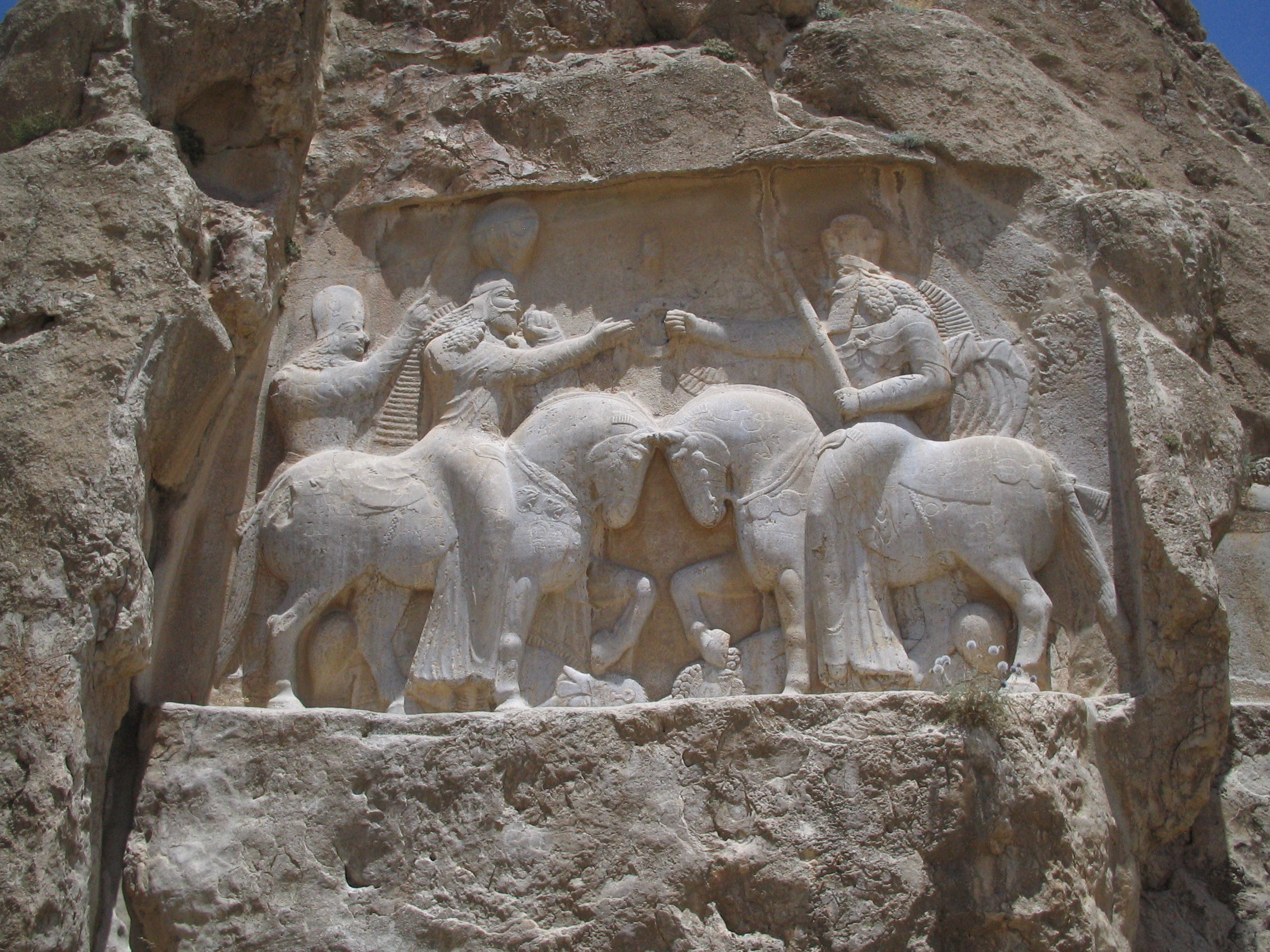
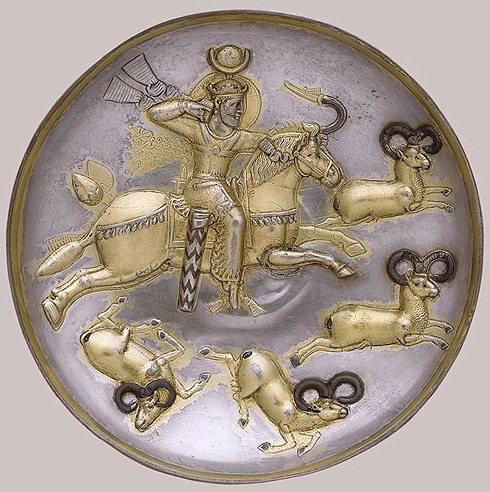
بشقاب شکار قوچ
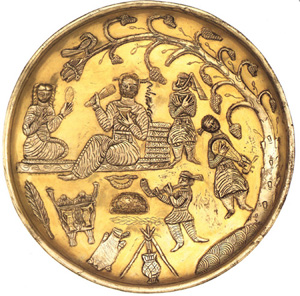
بشقاب نوازندگان
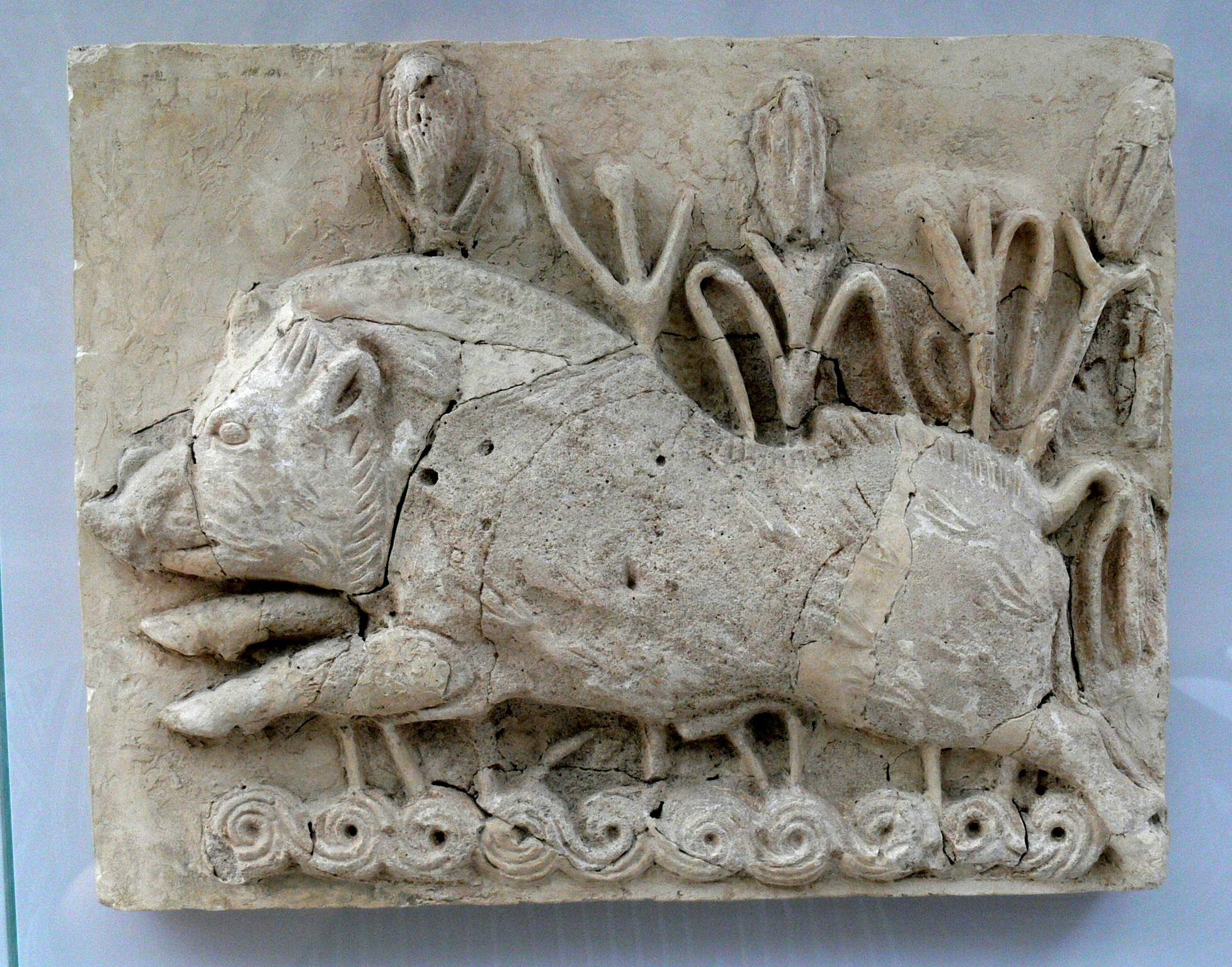
گچبری ساسانی ، قرن ششم/هفتم میلادی ، کشف شده در ٱم الزعتر عراق
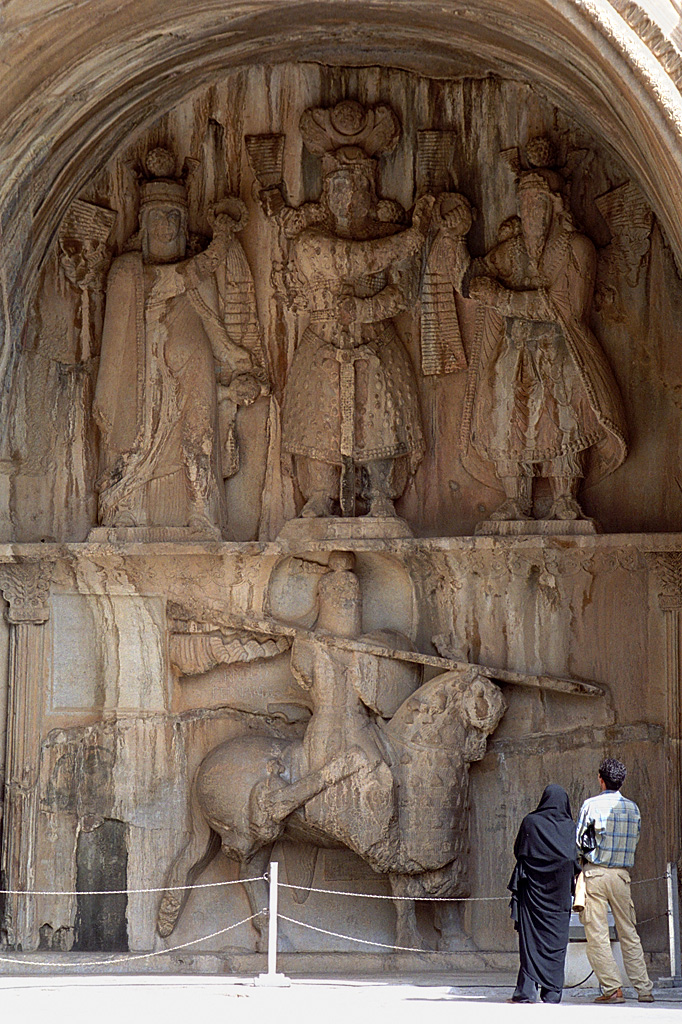
طاق بستان ، نمونه‌ای از هنر ساسانی .
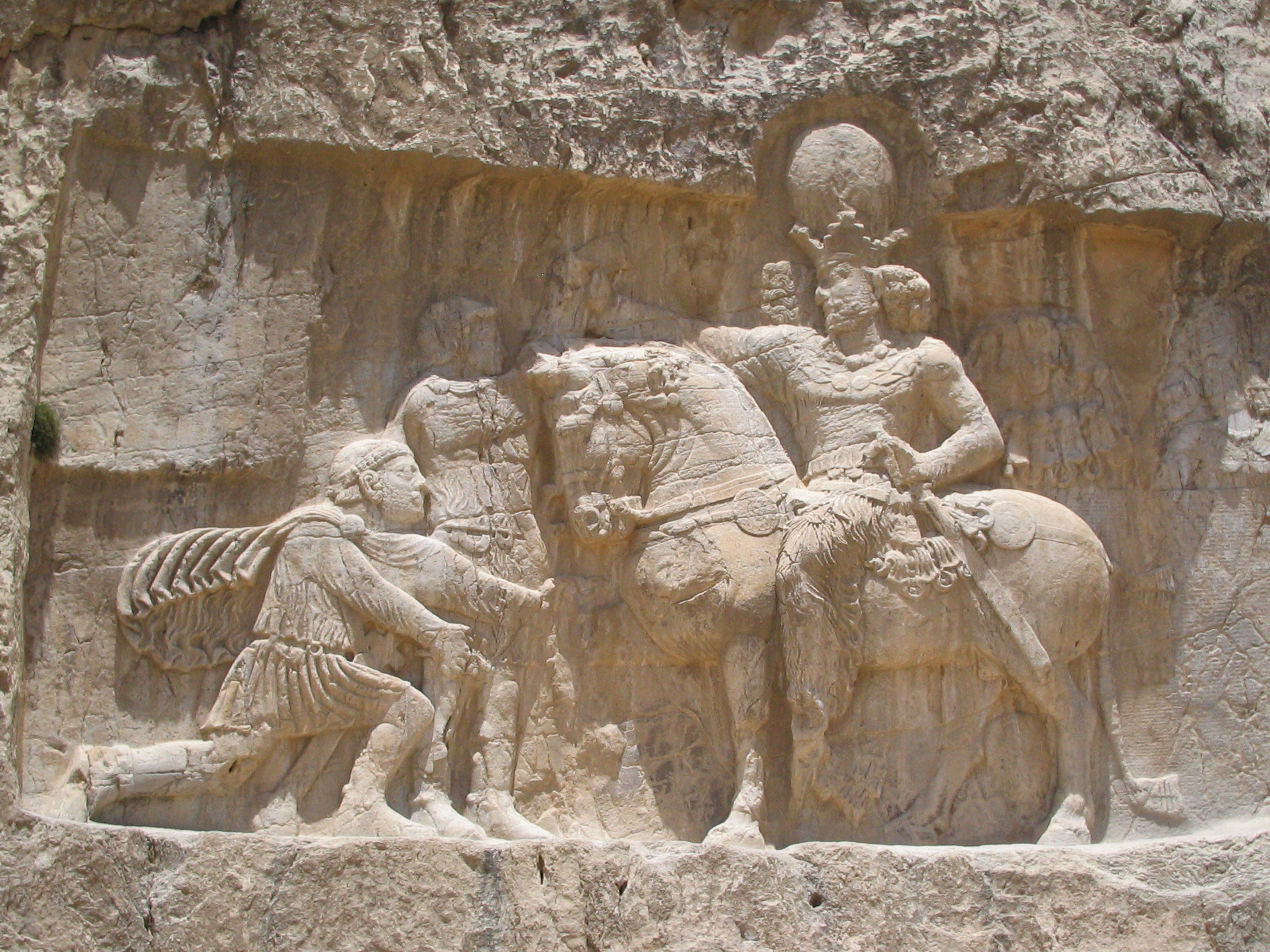
نبرد ادسا، کتیبه شاپور یکم در نقش رستم
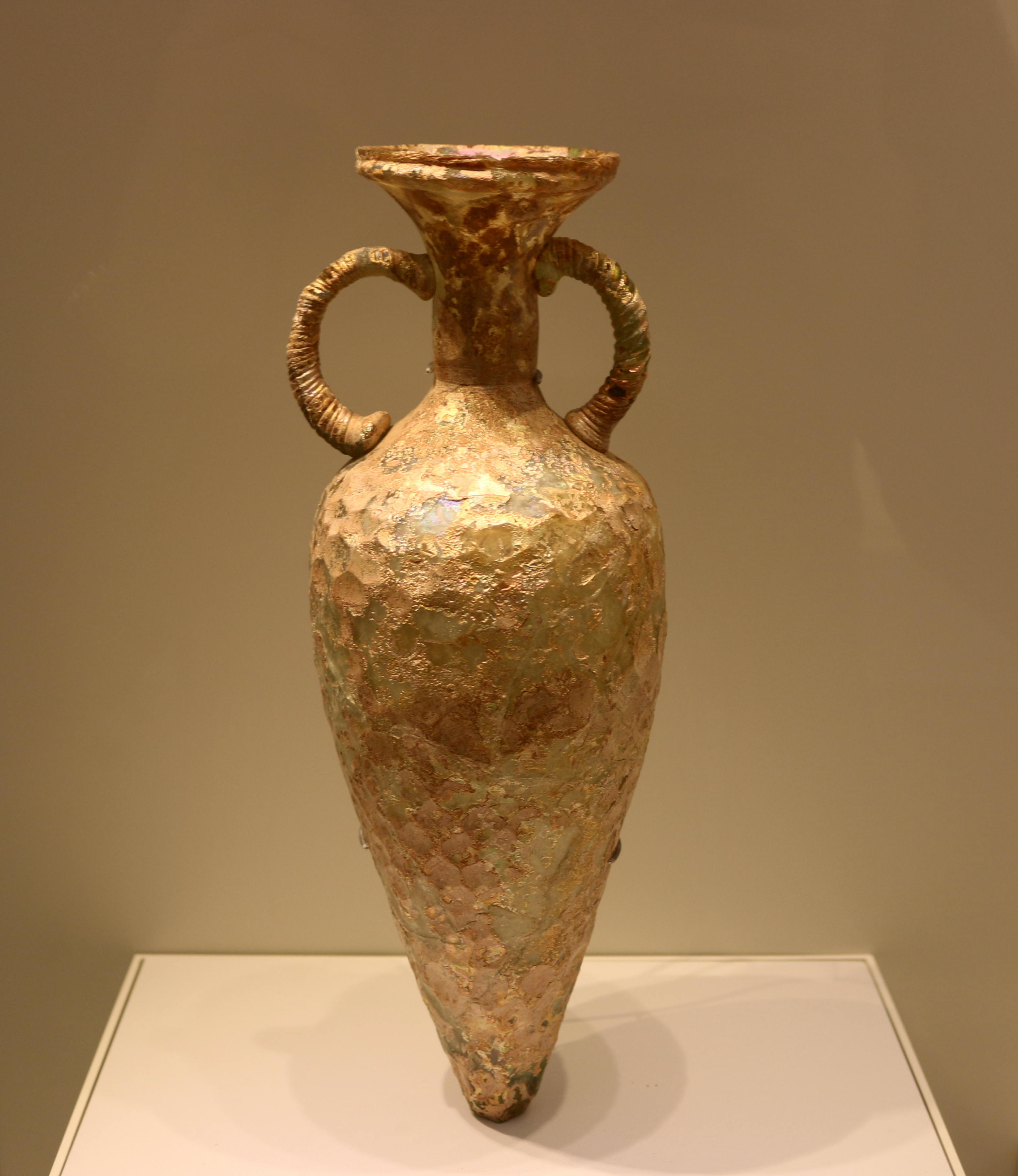
کوزه ته‌باریک (آمفورا) از دوره ساسانی
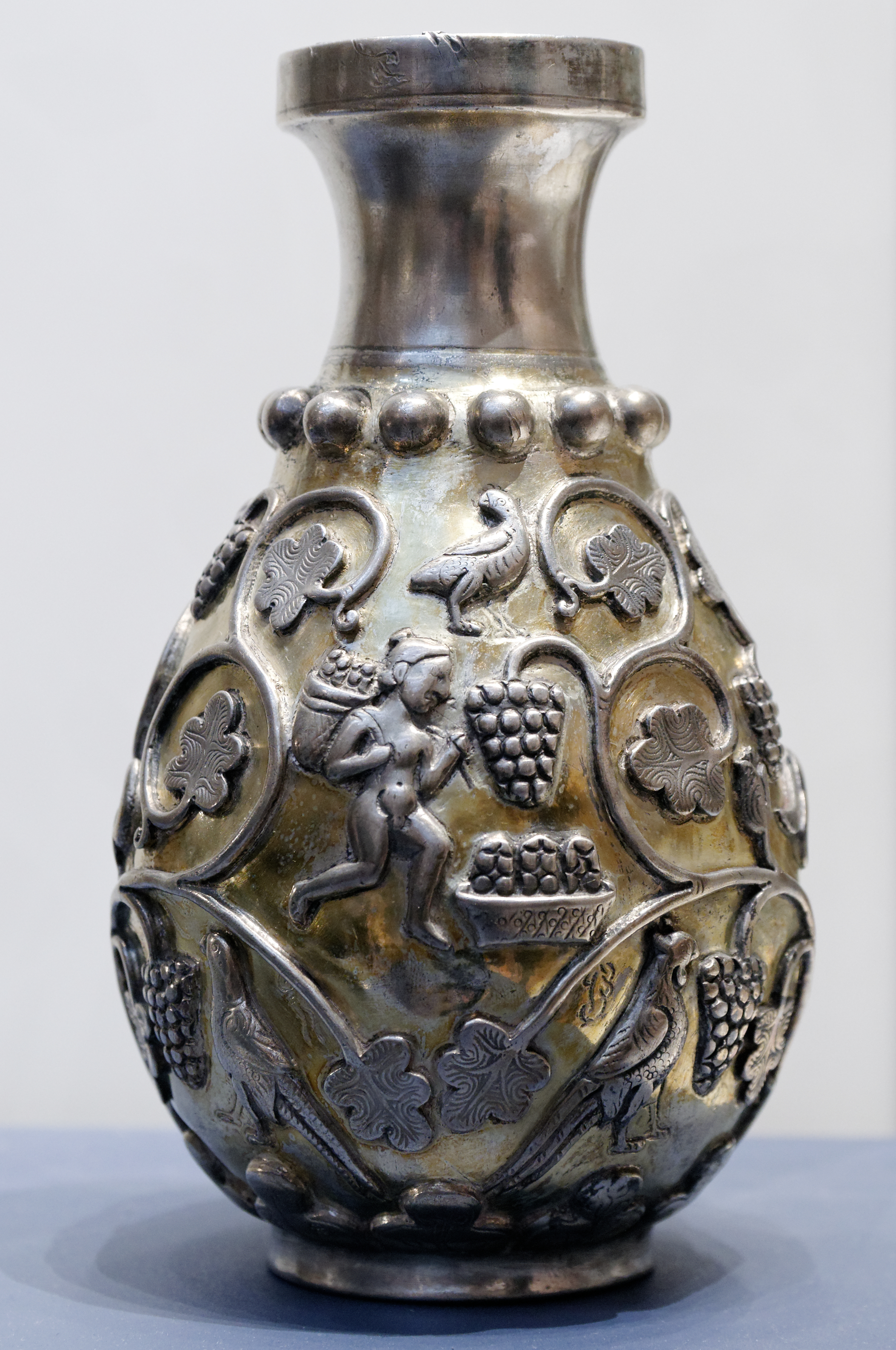
یک جام ساسانی یافته شده در طبرستان
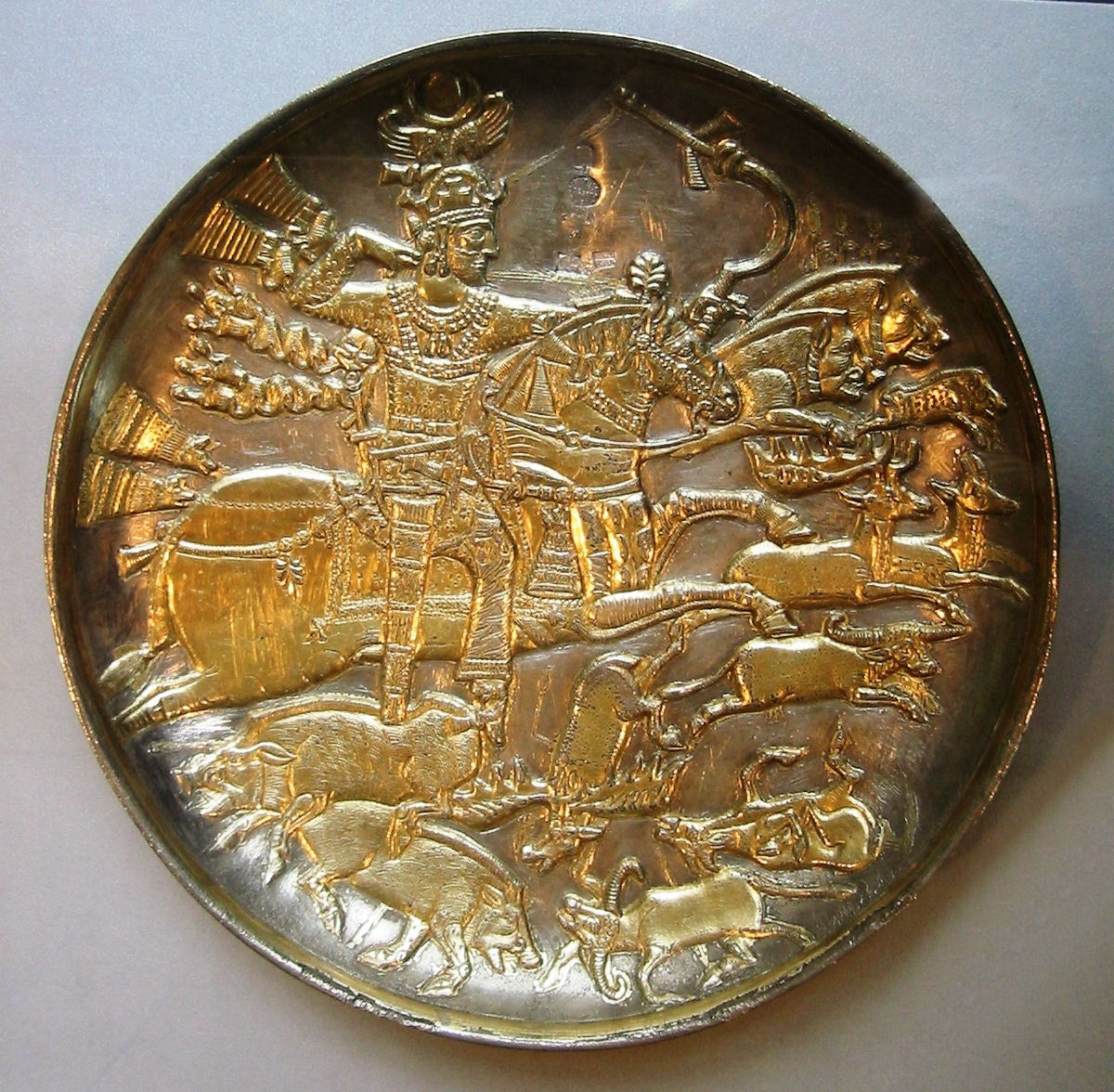
خسرو دوم در حال شکار
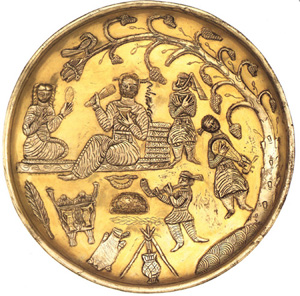
جام طلایی با تصویر نوازندگان
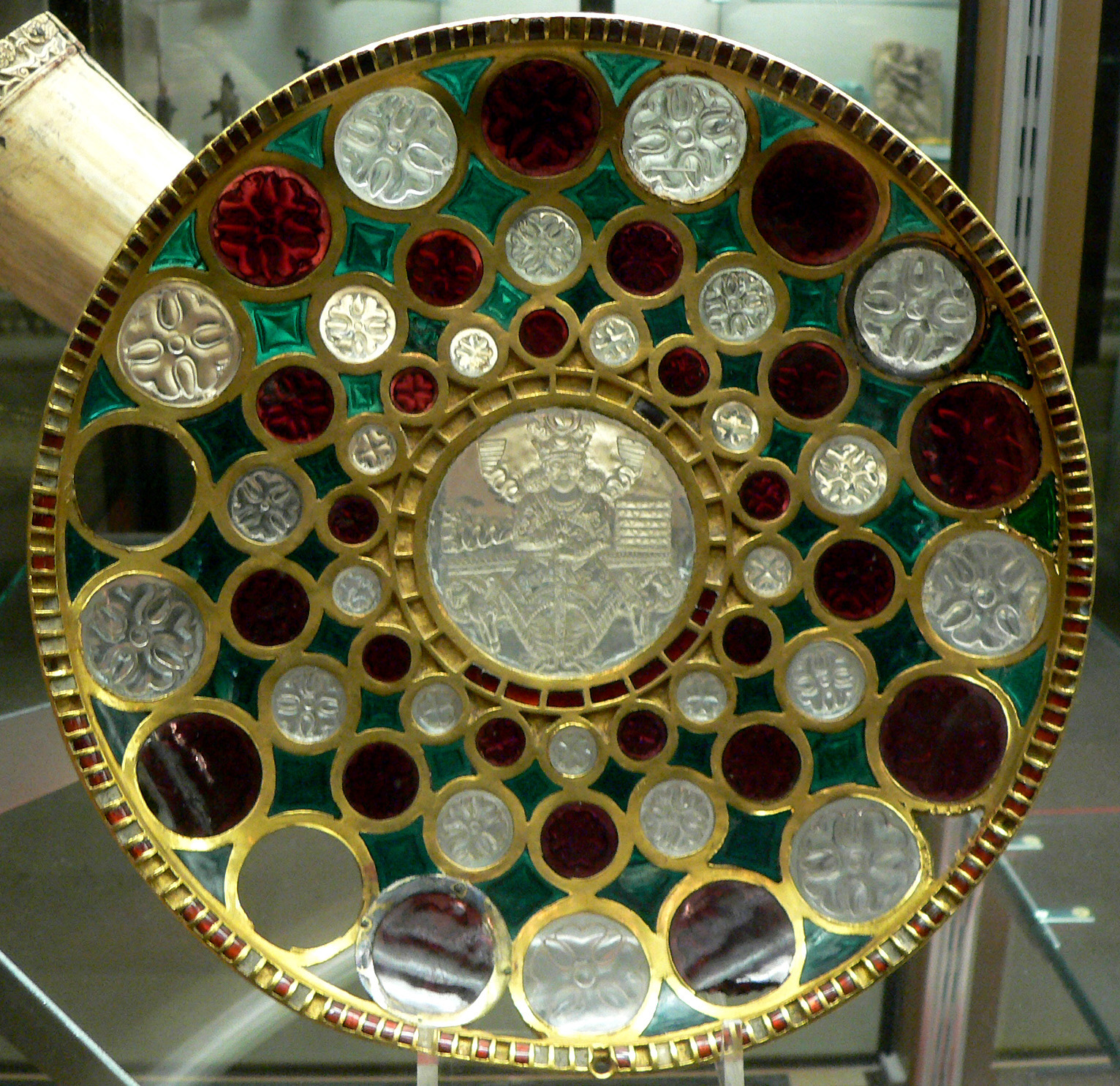
جام زرین با شیشه‌های رنگین با تصویر انوشیروان
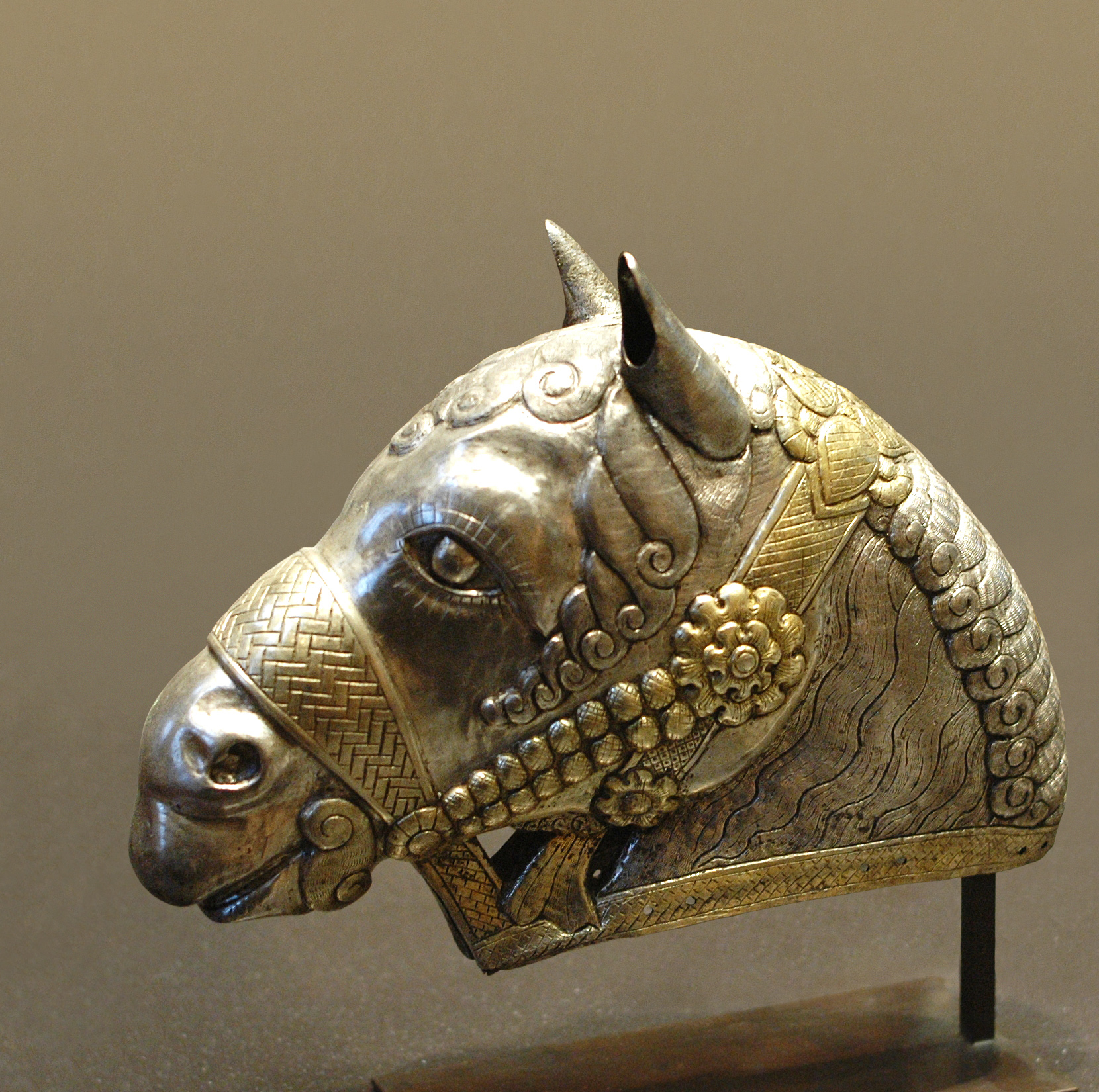
پیکره سر اسب یافت شده در کرمان در موزه لوور
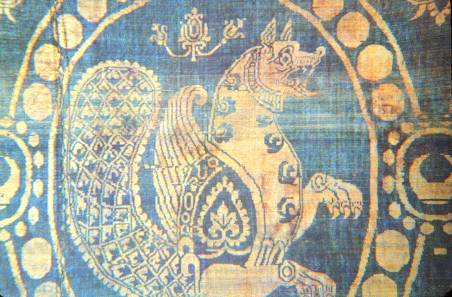
نمونه پارچه از دوره ساسانی
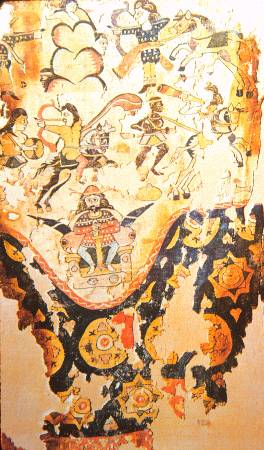
نمونه پارچه بافت مصر که دارای نقوش ساسانی است
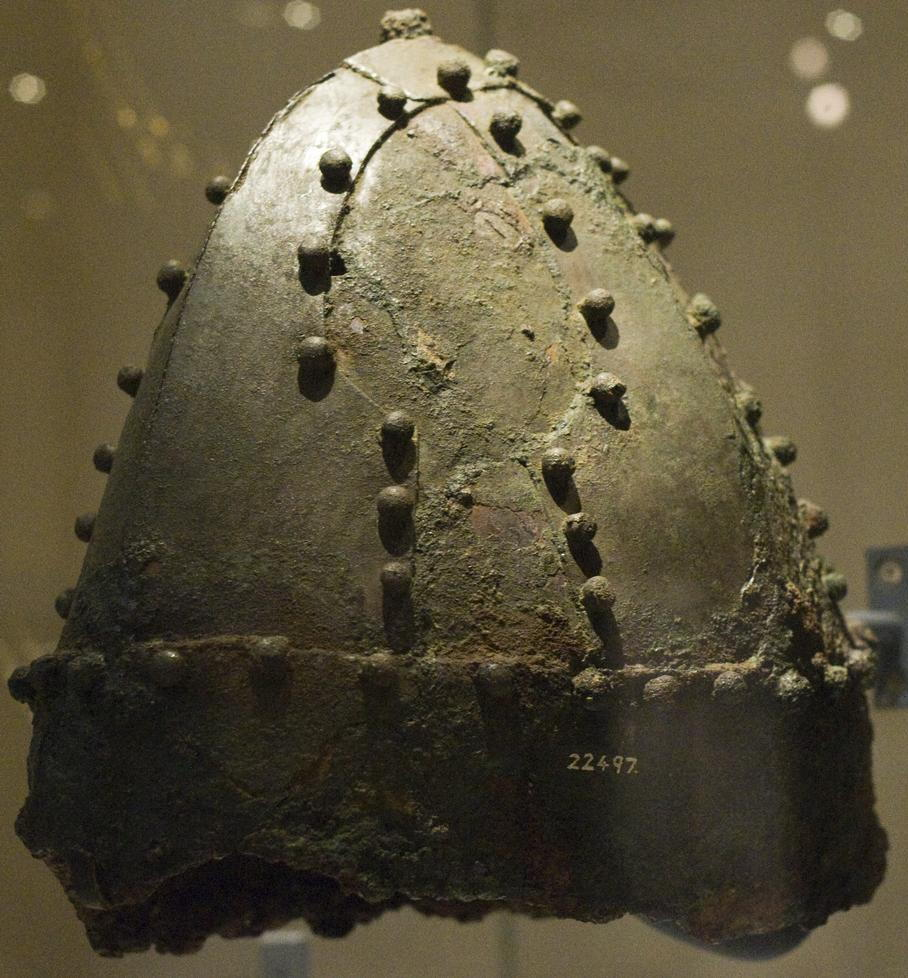
کلاه خود دوره ساسانی
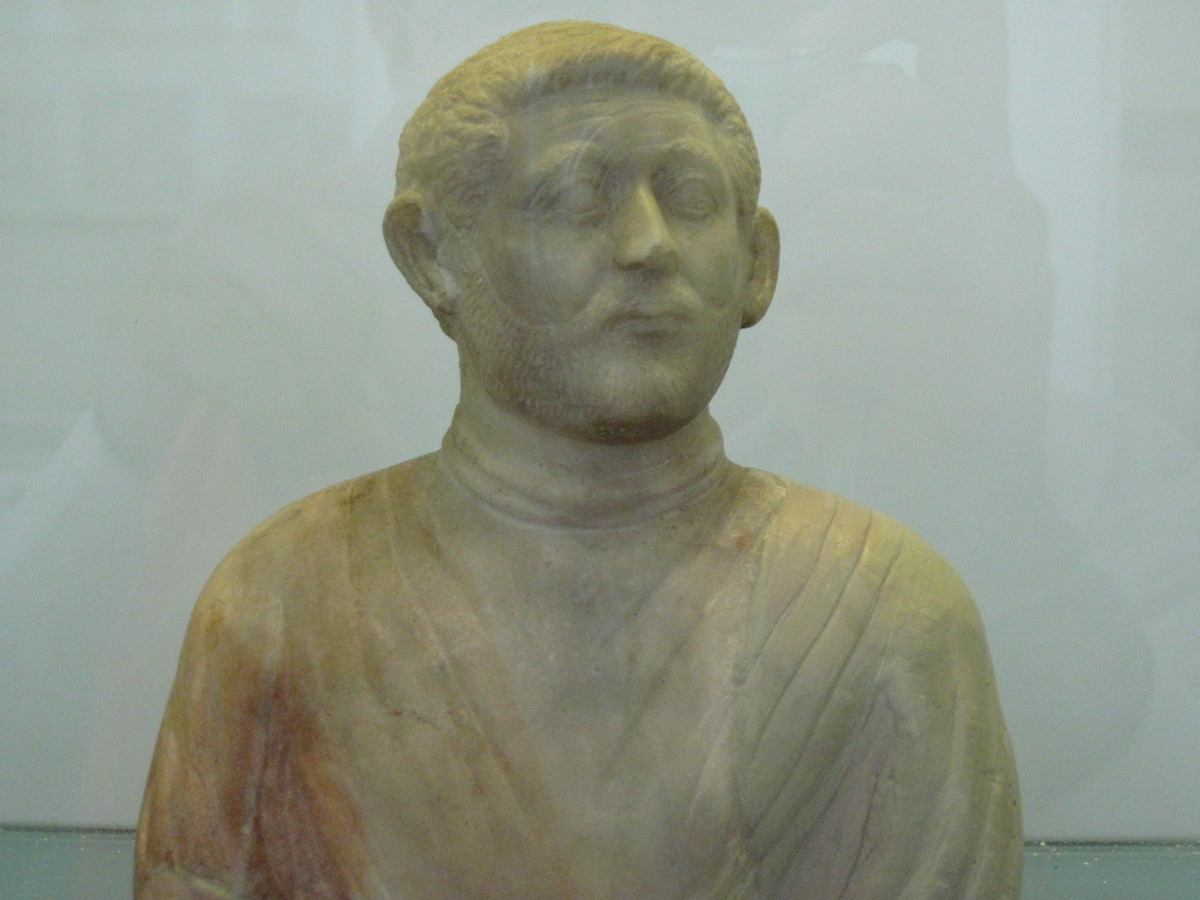
نیم تنه سنگی ساخته شده در دوره ساسانی - موزه ایران باستان
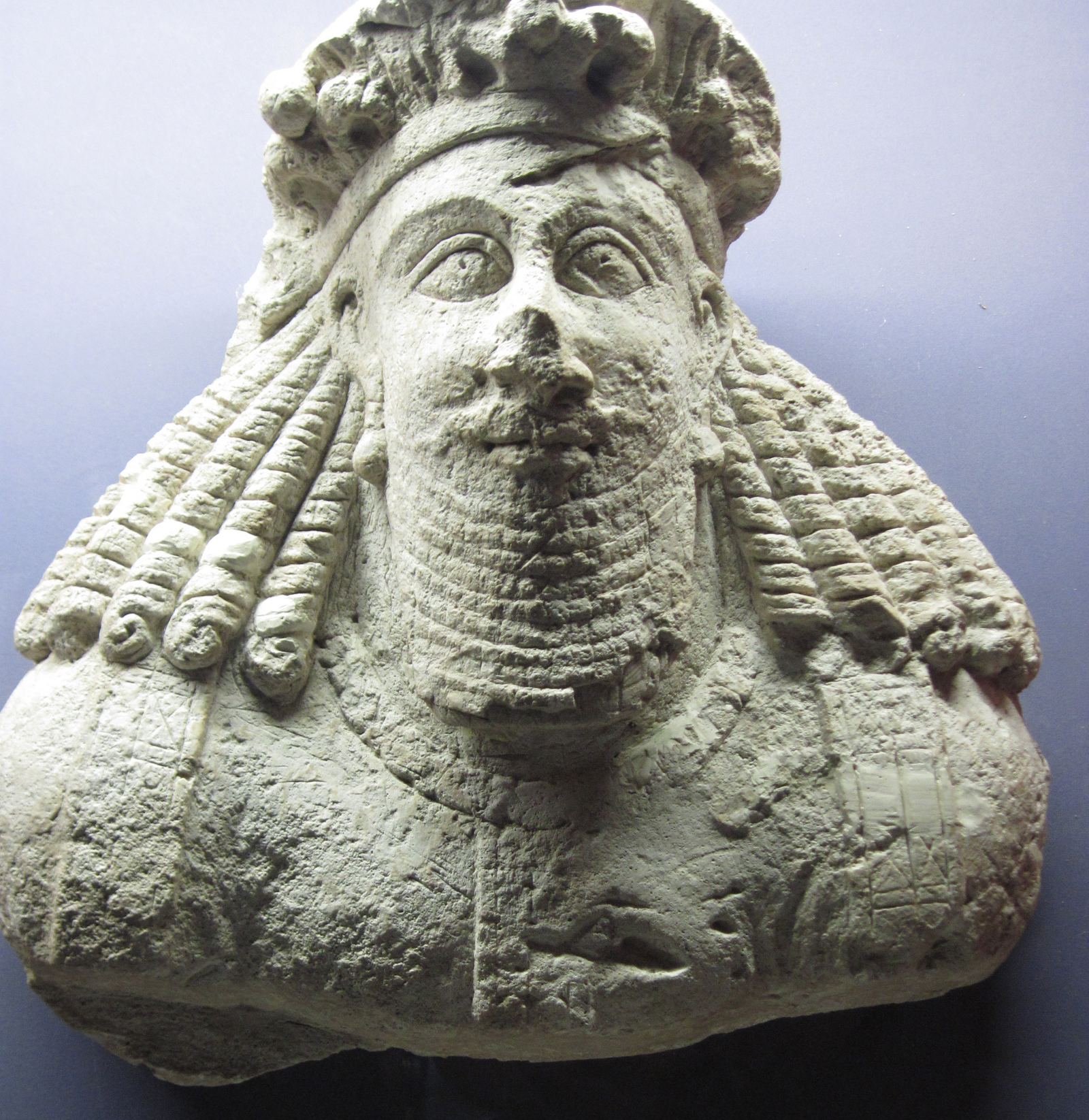
نیم تنه سنگی ساخته شده در دوره ساسانی - موزه ایران باستان